# Strandbo
Strandbo (Littorella uniflora) er en 3-6 cm høj vandplante i Vejbred-familien. Den forekommer både i en vandform der vokser helt under vandet, og en landform der forekommer i små søer og vandhuller, der udtørrer periodevis.

## Beskrivelse
Strandbo kendes i den typiske vandform på de stive og faste, cylindriske, friskgrønne blade med mange ganske tynde luftkanaler. Landformen har halvtrinde, fladtrykte, mørkegrønne og ofte smalle blade. De uanseelige blomster udvikles især hos landformer og sjældnere hos vandformer på helt lavt vand. Strandbo har kraftig vegetativ formering ved underjordiske, af og til overjordiske udløbere.
Blomstringen juni-august er usædvanlig. Rødlige, 3-5 cm lange stængler bærer blomsterne. I stænglens ende sidder hunblomsterne i en lille fortykning, og herfra udgår fire tynde, 3-5 cm lange, hvide stilke, hver med en gul støvknap for enden.
Fra rosettens bund udgår spinkle, hvidlige rødder.

## Hjemsted
Strandbo vokser fortrinsvis i lobeliesøer, men da den er den mest robuste af lobeliesøens karakterarter, ses den også ofte i overgangs-søer mellem typiske lobeliesøer og næringsrige søer. Den ses også i periodisk udtørrende hede- og klitsøer, hvor den kan klare den tørre periode, blot bunden forbliver fugtig. Den ses ofte i landformen på periodisk udtørrede søbredder. På gode voksesteder danner den tætte, fuldstændigt bunddækkende bevoksninger på op til 1,5 meters dybde, men den kan vokse på større dybder i klare søer.
Strandbo var førhen temmelig almindelig i store dele af Nord-, Midt- og Vestjylland, men er i dag forsvundet fra mange af de tidligere voksesteder på grund af eutrofiering og anden ødelæggelse. I dag findes den kun hist og her i Midt- og Vestjylland, og er sjælden eller helt manglende i resten af landet.
Strandbo findes i hele Europa. I Skandinavien, bortset fra Danmark, er den ret almindelig.
| Portal | Portal:Botanik |